# Амвросій (Булгаков)
Архімандрит Амвросій (в миру Олексій Булгаков; 1845, Курська губернія — 1 серпня 1920, Київ) — архімандрит Російської православної церкви, намісник Києво-Печерської лаври.

## Біографія
Народився 1845 року в Курській єпархії в родині причетника. Закінчив Курське духовне училище.
У 1864 року вступив в Глинську пустинь, де прийняв постриг. По всій імовірності, він проходив послух при лікарні обителі, так як згодом став широко відомий як майстерний лікар.
У 1870 році був переміщений в Свиязький монастир Казанської єпархії.
У 1875 році висвячений у сан ієромонаха і призначений скарбником Свиязького Успенського монастиря.
У 1879 році призначений економом Казанського архієрейського будинку. На новій посаді ієромонах Амвросій був для всіх прикладом. Архієпископ Казанський Паладій (Раєв-Писарєв) високо цінував його.
8 вересня 1883 року Святійшим Синодом призначений настоятелем Черемиського Архангело-Михайлівського монастиря, який розташовувався в Козьмодем'янівському повіті Казанської губернії, неподалік від гирла річки Сури при впадінні її у Волгу. Черемиський монастир по своєму винятковому положенню, як монастир інородний, вимагав собі і настоятеля виключного.
Обитель не була влаштована ні внутрішньо, ні зовнішньо. Великим випробовуванням для братії була ворожнеча між насельниками: брати-черемиси ставилися з якоюсь таємною недоброзичливістю
до всіх ченців-нечеремисів.
Запровадив у монастирі строгий чернецький статут, прийнятий в Глинській пустині, з тривалим богослужінням і прекрасним співом. В обителі активно розвивалося городництво, садівництво, бджільництво, квітникарство. За зразком Глинської пустині влаштував в Михайло-Архангельському монастирі цегляні заводи, кузні, бондарну, шорну, швейну, шевську, столярну майстерні. Число братії з кожним роком зростала. При ієромонаху Амвросію монастир здійснював активну благодійну діяльність: було збудовано кілька безкоштовних готелів для прочан.
Брав в обитель хворих, старих та покалічених людей, нездатних до фізичної праці. Виключно важливим видом добродійності було надання безкоштовної медичної допомоги, для чого він за свій рахунок купував медикаменти. За лікарською допомогою та молитвою до ієромонаха Амвросія зверталися не тільки ченці та прочани, але і жителі всієї губернії.
Отримав подяку за сприяння у науковій експедиції 1888 року Казанського університету з вивчення черемиської народності.
Під час голоду 1891—1892 роки тисячі чувашів і марійців отримували в монастирі хліб.
Влаштував при Михайло-Архангельському монастирі притулок для малолітніх сиріт. Для дітей «інородців» життя в монастирі мало особливе значення, оскільки знайомило їх з російським укладом життя і навичками господарювання.
Велику увагу приділяв просвітницькій діяльності, утвердженню християнства серед хрещених марійців і чувашів, поширенню Православ'я серед нехрещених і підвищенню грамотності місцевих жителів. Монастир містив школу для дітей марійців, педагогічні курси під його керівництвом для вчителів чуваських і марійських шкіл.
В 1884 році був возведений у сан ігумена і призначений благочинним монастирів Казанської єпархії.
У 1892 році возведений у сан архімандрита.
У 1895 році був головою тимчасового будівельного Комітету по спорудженню церкви в чуваському селі Помнарах.
З 9 вересня 1897 року — намісник Почаївської лаври. Одночасно призначений настоятелем Дубенського Хрестовоздвиженського монастиря.
Зміцнив духовне життя братії Почаївської лаври, створив зразкове монастирське господарство, розвивав благодійну діяльність. Велику увагу приділяв лаврській другокласній школі, головою та попечителем якої він був.
У вересні 1909 року призначений намісником Києво-Печерської лаври, в устрій якої він також вніс більш суворий подвижницький напрямок. Кожному насельнику намагався допомогти в духовному зростанні, призначаючи послух у відповідності зі здібностями.
З відкриттям у 1911 році Звіринецьких печер, домігся їх передачі у відання Лаври.
Під час Першої світової війни розгорнув діяльність по опіці над дітьми загиблих воїнів.
Для духовної бесіди його запрошували Київські митрополити Флавіан (Городецький), якого архімандрит Амвросій сповідував і соборував та Володимир (Богоявленський).
В 1917 році стає членом Помісного Собору з посади як намісник Києво-Печерської Лаври.
До грудня 1917 року повертається з Москви в Лавру. Архімандрит Амвросій, до того часу вже втрачаючи зір, поступово звільнявся від управління Лаврою.
6 грудня у лаврської трапезні без благословення митрополита Володимира відбулися загальні збори братії, на якому був обраний намісник лаври. На цьому зібранні брали участь, між іншим, і представники Ради. Зараз же після 6 грудня новообраний намісник вступає в управління справами, хоча формально він ще не допущена до посади..
До митрополита Володимиру, що повернувся, з'явилася депутація з братії з проханням вплинути на архімандрита Амвросія, щоб він пішов на спочинок, але митрополит Володимир цьому проханню ніякого руху не дав. Та ж сама депутація явилася і до самого намісника, просячи його піти на спокій. Архімандрит Амвросій погодився, просив тільки почекати один тиждень. Незабаром до нього з'явилася депутація вдруге, і він подав прохання про звільнення на спокій.
Обраний, але не затверджений намісник робить розпорядження, і так продовжується до 25 грудня, до тих пір коли архімандрит Амвросій був тимчасово усунений від посади намісника, а виконання його обов'язків тимчасово було покладено на архімандрита Климента (Жеретієнко).
20 січня 1918 року за власним проханням «звільнений від посади намісника Лаври через похилий вік і хворобливий стан з залишенням його в числі братії Лаври».
У ніч на 26 січня 1918 року в лавру увірвалися більшовицькі загони. Митрополит Володимир (Богоявленський) був убитий.
Відійшовши на спокій, проживав на першому поверсі митрополичого будинку.
Помер 1 серпня 1920 року. Був похований на Різдвяному цвинтарі біля дальніх печер.

## Нагороди
Нагороджений набедреником, золотим наперсним хрестом і червоним хрестом, орденами святої Анни III (1888), II (1895) і I ступенів, святого Володимира III, IV ступенів, медаллю за участь у Першому загальному перепису населення Росії 1897 року.